# Пічинча (вулкан)
Пічинча (ісп. Pichincha) — активний стратовулкан в Еквадорі, на східних схилах якого розташована столиця країни, місто Кіто. Найвищі вершини гори мають назви Ґуаґуа (Guagua, від кеч. guagua — «дитина», 4784 м) і Руку (Rucu, від кеч. rucu — «старий», 4698 м). Найновіша кальдера знаходиться на вершині Ґуаґуа, на західному схилі гори. Обидва піки добре видимі з Кіто та легкі для сходження. До Ґуаґуа найкраще дістатися від селища Льйоа біля Кісто.
У жовтні 1999 року вулкан вивергнувся та вкрив місто приблизно десятисантиметровим шаром вулканічного попелу. Останнє велике виверження відбулося у 1660 році, коли шар попелу у місті перевищував 30 см.
Провінція Пічинча, на території якої розташований вулкан, отримала свою назву від нього, як і багато інших провінцій країни отримали назви від назв гір. Саме на схилах цієї гори відбулася Битва при Пічинчі 24 травня 1822 року, у якій креоли-прихильники незалежності розбили іспанську армію та фактично досягли незалежності країни.